# 李皓
李皓（？—？），號澹生，南直隸鎮江府金壇縣籍江都县人，明末清初政治人物。

## 生平
崇禎六年（1633年）癸酉科中式應天鄉試第一百十九名舉人，崇禎十六年（1643年）癸未科會試第三百十四名，二甲第四十六名進士，都察院觀政，十七年授户部陕西司主事，弘光元年（1645年）升雲南司郎中。

## 家族
曾祖李悦。祖父李稵，赠承德郎保定府通判。父李明燮，岁進士，曾任柳州府同知。